# Mario Rada
Mario Rada (Buenos Aires, 3 de marzo de 1898 – ibíd., 24 de abril de 1947), cuyo nombre completo era Mario Fernando Rada, fue un letrista de tango, periodista y comediógrafo argentino, autor de la letra del vals Carmen de 1927 y del tango Araca la cana.

## Teatro
Estrenó su primera obra de teatro el 4 de septiembre de 1917 en el Teatro Nacional  con El Tesoro del Inca que escribiera con su hermano Alberto. Esa colaboración prosiguió después con una veintena de obras, la mayoría sainetes, género muy popular en la época, entre las que pueden citarse a Aves de paso; Cosas del barrio; Criollos, gringos y judíos!; Cuentas claras; El diablo metió la pata; Fábrica de estrellas; Los héroes; Isla Maciel; El ladrón de gallinas; Luz de candilejas; Nueva Pompeya; El pan de Dios; Querencia y Vida alegre, entre otras.
Otras obras las escribió en colaboración con Alberto Ballerini,  Antonio Botta, Carlos Mauricio Pacheco (su hermano por parte de madre), Eleodoro Peralta, Ildefonso Pulido, y Octavio Sargenti, con quien hizo su última pieza Esta noche estoy de turno, estrenada en 1935, y fueron estrenadas con las mejores compañías del momento.
Rada comentó en el año 1934 sobre el teatro del país:

«Creo que el sainete criollo ha sufrido, muchas veces, el azote despiadado de la crítica que se ha ensañado un poco con él, sin reconocerle siquiera la nobleza de su aspecto pintoresco, típico, popular. Y no olvidemos que, posiblemente, el sainete es la única expresión original de nuestro teatro. En todos los otros géneros no hacemos más que imitar».

## Periodista y letrista
Rada, que escribió también para la radiotelefonía, se dedicó a partir de 1935 íntegramente al periodismo trabajando y colaborando para La Nación, La Razón, La Prensa, Crítica y algunas revistas.
Escribió canciones populares, algunas de las cuales fueron incluidas en obras teatrales. Entre las letras que le pertenecen se encuentran el tango De mí te has de acordar que musicalizó Juan Maglio, “Pacho”, y las musicalizadas por Enrique Pedro Delfino: el vals Carmen de 1927 que fue la primera que grabó Ignacio Corsini y, más adelante, Francisco Lomuto con la voz de Charlo; el tango Cuando era chiquitito y el vals Serenata criolla que grabó Charlo con la orquesta de Francisco Canaro; el tango Calla corazón que grabó Rodolfo de Biagi con el cantor Jorge Ortiz y el tango Araca la cana, una pieza de gran éxito que fue registrado, entre otros, por Carlos Gardel, Osvaldo Fresedo con la voz de Roberto Ray, Francisco Canaro con el cantor Ernesto Famá,  Armando Pontier con la voz de Roberto Goyeneche y fue incluido Los tres berretines , la primera película exitosa del cine argentino sonoro, que produjo el sello Lumiton sobre la obra de teatro homónima de Arnaldo Malfatti y Nicolás de las Llanderas dirigida por Enrique Telémaco Susini en 1933.
Mario Rada falleció en Buenos Aires, el 24 de abril de 1947. 